# Anton von Hye
Anton svobodný pán von Hye, též Anton Hye von Glunek (26. května 1807 Gleink – 8. prosince 1894 Vídeň), byl rakousko-uherský, respektive předlitavský právník, státní úředník a politik, v roce 1867 ministr spravedlnosti a ministr kultu a vyučování Předlitavska.

## Biografie
V letech 1825–1829 vystudoval Vídeňskou univerzitu, kde roku 1831 získal titul doktora práv. Provozoval advokátní praxi a kromě toho od roku 1832 vyučoval na Vídeňské univerzitě. Od roku 1833 učil právo na střední škole Theresianum (podle jiného zdroje zde učil v letech 1835–1854) a od roku 1834 byl rovněž archivářem na právní fakultě Vídeňské univerzity.
V roce 1848 se zpočátku účastnil revolučního hnutí ve Vídni, ale od května 1848 se od revolučních studentů odklonil, protože nesouhlasil s další radikalizací jejich hnutí. Stal se generálním sekretářem rakouského ministerstva spravedlnosti, přičemž ale ještě do roku 1854 působil jako pedagog. Významně se účastnil na přijímání zákonů (zejména tiskový zákon z roku 1849, trestní zákoníky z roku 1852 a 1861, trestní procesní řízení z roku 1853). V roce 1857 se stal vedoucím legislativního odboru ministerstva spravedlnosti, roku 1859 sekčním šéfem.
Za vlády Ferdinanda von Beusta se stal ministrem spravedlnosti a zároveň coby pověřený správce i ministrem kultu a vyučování Předlitavska. Obě ministerské funkce zastával od 27. června 1867 do 23. prosince 1867.
Po odchodu z vlády byl roku 1869 jmenován doživotním členem Panské sněmovny. Nadále se angažoval v justici a právní vědě. Zasedal rovněž v dolnorakouském zemském sněmu jako virilista.
Byl dvakrát ženat. Jeho první manželkou byla jeho vzdálená příbuzná Maria Apollonia Hye von Hyeburg (1806–1842), která zemřela při porodu čtvrtého dítěte. S druhou manželkou Eugenií Grünwaldovou (1826–1902) měl tři dcery. Nejmladší dcera Eugenie (1861–1941) byla manželkou polního maršála Hermanna Kövess von Kövessháza.
Zemřel ve Vídni v prosinci 1894 ve věku 87 let. Je pohřben v obci Steinhaus v Horních Rakousích.